# Михайленко, Иван Фёдорович
Иван Фёдорович Михайленко (1901—1970) — Гвардии лейтенант Советской Армии, участник Великой Отечественной войны, Герой Советского Союза (1945).

## Биография
Иван Михайленко родился 3 ноября 1901 года в селе Гавриловка (ныне — Вышгородский район Киевской области Украины). Окончив начальную школу, работал в сельском хозяйстве. В 1922—1924 годах проходил службу в Рабоче-крестьянскую Красную Армию. В 1941 году Михайленко повторно был призван в армию и в июне того же года направлен на фронт Великой Отечественной войны. В боях был тяжело ранен.
К 1944 году гвардии лейтенант Иван Михайленко командовал взводом 133-го гвардейского стрелкового полка 44-й гвардейской стрелковой дивизии 65-й армии 1-го Белорусского фронта. Отличился во время форсирования Нарева. Взвод Михайленко одним из первых переправился через реку и принял активное участие в боях за захват и удержание плацдарма на её западном берегу, отразив шесть ожесточённых контратак. В критический момент боя Михайленко вызвал огонь советской артиллерии на себя, что позволило отбросить противника.
Указом Президиума Верховного Совета СССР от 24 марта 1945 года за «мужество и героизм, проявленные при форсировании реки Нарев, удержание плацдарма и обеспечение переправы своих войск» гвардии лейтенант Иван Михайленко был удостоен высокого звания Героя Советского Союза с вручением ордена Ленина и медали «Золотая Звезда» за номером 7112.
В 1946 году Михайленко был уволен в запас. Проживал в Киеве, работал бригадиром в винсовхозе. Умер 22 января 1970 года.
Был также награждён орденами Отечественной войны 1-й степени и Красной Звезды, рядом медалей.
В честь Михайленко названа улица в его родном селе.